# Красногвардейский поселковый совет
Красногвардейский поселковый совет (укр. Красногвардійська селищна рада, крымскотат. Qurman qasaba şurası) — административно-территориальная единица в Красногвардейском районе в составе АР Крым Украины (фактически до 2014 года; ранее до 1991 года — в  составе Крымской области УССР в СССР).
С приданием Красногвардейскому категории посёлка городского типа в 1957 году был образован поселковый совет.
Население, по результатам переписи 2001 года, 11 918 человек.
К 2014 году состоял из 1 пгт и 1 посёлка:
- пгт Красногвардейское
- п. Видное

С 2014 года на месте сельсовета находится Красногвардейское сельское поселение.